# Ophthalmolabus hildebrandti
Ophthalmolabus hildebrandti es una especie de coleóptero de la familia Attelabidae.

## Distribución geográfica
Habita en Kenia y Sudán.